# Kiyoo Wadachi
Kiyoo Wadachi （和達 清夫) né le 8 septembre 1902 dans la préfecture d'Aichi et mort le 5 janvier 1995 à Tokyo  , est un poète, météorologue et géologue japonais. 
La magnitude, c'est-à-dire la valeur qui exprime l'énergie libérée par un séisme a été construite à partir des travaux de son groupe de recherche. Il est aussi connu pour la découverte de la profondeur des foyers sismiques, il a donné son nom au plan de Wadachi-Benioff.